# Ludovika Marie Gonzagová
Ludovika Marie Gonzagová (polsky: Ludwika Maria Gonzaga; 18. srpna 1611 Paříž – 10. května 1667, Varšava), byla polská královna a manželka dvou polských králů – nejprve Vladislava IV. a poté jeho nevlastního bratra Jana Kazimíra II. Jejími rodiči byli vévoda Karel I. Gonzaga a Kateřina de Guise.

## Život
V roce 1627 si Ludovika měla brát Gastona, vévodu z Orléans, ale král Ludvík XIII. byl proti tomuto sňatku a Ludoviku nechal uvěznit, nejprve v zámku Vincennes a poté v klášteře. První návrh toho, že by se vdala za polského krále Vladislava IV. proběhl v roce 1634, ale Vladislav se oženil s Cecílií Renatou Habsburskou.
V roce 1640 se Ludovika setkala s Vladislavovým bratrem Janem Kazimírem a začala vést literární salón v Paříži. Cecílie Renata Habsburská zemřela v roce 1644. 5. listopadu 1645 se Ludovika provdala (v zastoupení) za ovdovělého Vladislava IV. Jan Kazimír tehdy zastupoval při tomto sňatku svého bratra. Své jméno Marie Luise si musela změnit na Ludwika Maria, protože v Polsku bylo jméno Marie v té době vyhrazeno jen pro matku Ježíše Krista.
Vlastní svatba s Vladislavem IV. se uskutečnila ve Varšavě 10. března 1646. O dva roky později, 20. března 1648, Ludovika ovdověla. Vladislav neměl ani z jednoho manželství přeživší potomky, a tak byl jeho nástupcem zvolen jeho nevlastní bratr Jan Kazimír. 30. května 1649 se oženil s vdovou po bratrovi. Do manželství se narodily dvě děti, obě však zemřely v kojeneckém věku.
- 1. Marie Anna (1. 7. 1650 Varšava – 1. 8. 1651 tamtéž)[1]
- 2. Jan Zikmund (6. 1. 1652 Varšava – 20. 2. 1652 tamtéž)[2]

Ludovika byla aktivní a energická žena s ambiciózními ekonomickými a politickými plány. Polskou šlechtu iritovalo královnino vměšování se do politiky. Dokonce vedla polské jednotky proti Švédům. Přála si změnit volební systém do senátu a udělení více moci panovníkovi. Založila také první polské noviny, Merkuriusz Polski. V Polsku otevřela literární salón, první v zemi.
Zemřela ve Varšavě 10. května 1667 a je pohřbena ve Wawelu. O rok později Jan Kazimír abdikoval na polský trůn.